# Gustave Bord
Pour les articles homonymes, voir Bord.
Gustave Bord, né le 26 janvier 1852 à Limoges et mort le 21 avril 1934 à Saint-Malo, est un historien de la Révolution française et essayiste français connu pour ses opinions antimaçonniques.

## Biographie
Gustave Bord est né d'Alcide Bord, entrepreneur de travaux publics, qui réalisa les bassins de Penhoët, Boulogne-sur-Mer, et participa à la réalisation du canal de Suez,, et de Joséphine Jazerat. Il épouse à Saint Nazaire le 26 juillet 1880 Jeanne-Dolorès Lefebvre des Vallières, fille du régent de la Banque de France Anatole Lefebvre-Desvallières et de Louisa de Barberia, et cousine germaine de George Desvallières, dont il a deux fils : Georges (1881) et Jacques (1882), tous deux nés en cette même ville. 
Ses premières études historiques, entreprises déjà dans la "Revue de la Bretagne et de la Vendée", concernent cette région, tels "Saint Nazaire sous la Révolution" (1881) et principalement "La prise de la Bastille et les conséquences de cet évènement dans les provinces jusqu'aux journées des 3-5 octobre 1789" (1882). Légitimiste convaincu et animé d'une grande foi chrétienne, il est l'un des cinq membres du parti monarchiste qui assistent aux obsèques du « comte de Chambord » en 1883. La même année, il fonde avec Charles d'Héricault la "Revue de la Révolution" et publie (1884-1885), en collaboration avec lui, deux importantes séries de "Documents pour servir à l'histoire de la Révolution Française". Il essaie aussi de préciser "La vérité sur la condamnation de Louis XVI" (1885). Vingt cinq ans plus tard, il publiera une série d'œuvres maîtresses dont "La conspiration révolutionnaire de 1789, les complices, les victimes" (1909) ainsi que "La Franc-maçonnerie en France, des origines à 1815" (1909), et peu après, une série d'"Études sur la question de Louis XVII. Autour du Temple (1792-1795)", en 4 volumes parus en 1912 où il conclut à la survivance du Dauphin.
Bien que fortuné du fait de son héritage, il ne parvient pas à mener conjointement l'entreprise de son père et ses travaux en histoire. Les dépenses considérables nécessitées par ses recherches l'ayant presque ruiné, il est contraint de céder à bas prix des objets d'art et la plus grande partie d'une collection de documents et autographes sur La Révolution {{Catalogue d'une collection importante sur la Révolution française & l'Empire : Histoire, Mémoires, Pamphlets, Journaux, Bibliographie, Beaux-Arts, etc ... provenant de la bibliothèque de M. Gustave Bord – Paris, Foulard, 1904 – gr. in-8 : 2195 n° décrits}} et de s'établir à Saint-Malo en tant que professeur d'histoire au collège libre. En 1907, il perd un œil mais n'en poursuit pas moins son inlassable travail d'érudition. Il a ainsi recours, de façon régulière, à "L'Intermédiaire des chercheurs et curieux" fondé et dirigé par son ami Georges Montorgueil, et collabore à divers journaux et périodiques, principalement "Le Salut" de Saint-Malo. Au cours des années 1913 et 1914, il fournit à la "Revue internationale des sociétés secrètes" une série consacrée aux "Illuminés de Bavière" et entretient, aux côtés de Charles Nicoullaud et face à René Guénon, alias "Le Sphinx", une polémique autour de l'énigme des "Supérieurs inconnus". Après la guerre, en hommage à ses mérites d'historien, l'Académie Française lui verse une modeste subvention durant quelques années.
Il est mort à Saint-Malo le 21 avril 1934 en laissant une œuvre qui ne compte pas moins de vingt-cinq ouvrages et plaquettes. Ses derniers ouvrages, édités en 1930, sont : "Grandes et petites légendes", "Barfleur et La Hougue", "Restauration des Stuart" et "La maison du dix-huit brumaire" en collaboration avec L. Bigeard. Il collabora à l'hebdomadaire "Le salut" de Saint-Malo.
L’Académie française lui décerne le prix Xavier-Marmier en 1931.
D'opinion royaliste, et de tendances contre-révolutionnaires il fonde un comité royaliste cantonal à Saint-Nazaire.
Il collabora à la Revue internationale des sociétés secrètes.

## Thèses
Il soutint que la franc-maçonnerie était une secte religieuse matérialiste, professant une doctrine humanitaire internationale et se superposant aux autres religions. Pour lui, la Maçonnerie se fonde principalement sur deux idées forces : l'égalité et la fraternité. Il théorisa que si l'on supprimait la première, la Maçonnerie disparaîtrait immédiatement. Il soutient que la maçonnerie était la principale coordinatrice de la Révolution française.

## Publications
- La franc-maçonnerie en France des origines à 1815, Paris-Genève, Slatkine, 1985.
- Autour du Temple, 1792-1795 : études sur la question Louis XVII, Paris, Éd. Émile-Paul, 1912, 3 vol. in-8° et 1 album in-4°. — Le tome 3 contient les pièces justificatives ; le tome 4 (qui manque très souvent) est un album de fac-sim. auxquels est joint un index alphabétique.
- Législation des grains
- Changements apportés aux noms de villes pendant la Révolution
- Historical notes on the French Revolution
- Histoire de l'épiscopat français
- Une émeute à Saint Nazaire en 1791
- Lendemain de Révolution
- Grandes et petites légendes
- La conspiration révolutionnaire de 1789 (1909)
- Histoire du blé en France. Le pacte de famine, histoire-legende. Paris, A. Sauton, éditeur (1887)
- La maison du "dix-huit brumaire, Paris, Éditions "Neptune" (1930)
- Rosina Stoltz de l'Académie de Musique (1815-1903), Paris, Henri Daragon éditeur (1909)
- Grandes et petites légendes  -- St-Nazaire - imprimerie du courrier de Saint-Nazaire 1930 (contient une intéressante polémique au sujet des Porcon  - Régulus malouin)
- Fils de France - Saint-Malo août 1917- imprimerie Bazin - Saint-Malo